# Warum läuft Herr R. Amok?
Warum läuft Herr R. Amok? (Br: "Por que deu a louca no Sr. R?"  Pt: "Porque Corre o Sr. R. Amok?" En: "Why Does Herr R. Run Amok?") é um filme da Alemanha Ocidental do gênero drama dirigido por Rainer Werner Fassbinder e Michael Fengler lançado em 1971.

## Enredo
O diretor Fassbinder, faz um retrato crítico da classe média alemã no final da década de 1960 e início de 1970. Mostra o monótomo e repetitivo cotidiano de uma família, até que o patriarca da família chega ao seu limite.

## Elenco
Compõem o elenco do filme: 
- Lilith Ungerer - Sra. R.
- Kurt Raab - Sr. R.
- Lilo Pempeit - colega no escritório
- Franz Maron - chefe
- Harry Baer - colega no escritório
- Peter Moland - colega no escritório
- Hanna Schygulla - amiga de escola da Sra. R.
- Ingrid Caven - vizinha
- Irm Hermann - vizinho
- Doris Mattes - vizinha
- Hannes Gromball - vizinho
- Vinzenz Sterr - Vovô Raab (como Herr Sterr)
- Maria Sterr - Vovó Raab (como Mrs. Sterr)
- Peer Raben - amigo de escola do Sr. R.
- Eva Pampuch - vendedor de discos
- Carla Egerer - Vendedora de discos (como Carla Aulaulu)

## Recepção da crítica
O jornal The New Yorker, fez crítica favorável ao filme e diz que o filme faz uma análise social: "Os cineastas apresentam os esforços comuns e os inconvenientes diários, as alegrias incrementais e as humilhações insignificantes dos cidadãos sólidos da classe média, com uma repulsa niilista e um desprezo emético. De maneira modesta e zombeteira, o filme mostra dinossauros vivos em antecipação à sua extinção." 
Vincent Canby, do jornal The New York Times, em duas oportunidades em suas críticas de filmes fez elogios ao filme. Uma chamando o diretor de "gênio em ascensão" e em outra diz que o filme "zomba a afluência alemã". 

## Prêmios e indicações
| Ano  | Premiação                                          | Categoria      | Recipiente                                | Resultado | Ref.   |
| ---- | -------------------------------------------------- | -------------- | ----------------------------------------- | --------- | ------ |
| 1970 | Festival Internacional de Cinema de Berlim de 1970 | Filme do ano   | Warum läuft Herr R. Amok?                 | Venceu    | [ 9 ]  |
| 1970 | Festival Internacional de Cinema de Berlim de 1970 | Prêmio OCIC    | Warum läuft Herr R. Amok?                 | Venceu    | [ 9 ]  |
| 1970 | Festival Internacional de Cinema de Berlim de 1970 | Urso de Ouro   | Warum läuft Herr R. Amok?                 | Indicado  | [ 9 ]  |
| 1971 | Prêmio de Cinema Alemão de 1971                    | Melhor direção | Rainer Werner Fassbinder/ Michael Fengler | Venceu    | [ 10 ] |
| 1971 | Prêmio de Cinema Alemão de 1971                    | Melhor ator    | Kurt Raab                                 | Venceu    | [ 10 ] |